# マシュー・マクドノウ
マシュー・マクドノウ（Matthew McDonough、1969年 - ）は、アメリカ合衆国のドラマーである。1996年結成のロック・バンド「マッドヴェイン」のメンバーとして2010年解散まで活動していた。

## 経歴
イリノイ州ロックフォードで生まれ、ロックフォード東高校に通い、ジュニアドラム「ファントムレジメントドラムアンドバグル隊」で経験を積んだ。「マッドヴェイン」で活動する前は「On the Shoulders of Giants」というバンドに所属していた。

## 活動
マッドヴェインの2枚目アルバムのコンセプトのテーマの方向性を設定するメンバーでもあった。彼はまた、LD50とTheEnd of All Things to Comeの両方で電子間奏曲を作曲、録音、ミキシング、マスタリングも担当していた。
2015年、マクドノウは元スクレープのビリー・キートン、元マッドヴェインのグレッグ・トリベットとベーシストのペリースターンと一緒にバンド「オーディオトプシー」を結成した。彼らは2015年10月2日に
デビューアルバム『Natural Causes』を
リリース。
ソロ作品については、いとこのDavid W.マクドナーと一緒に「MjDawn」としてでアルバム「Frequency Response」をリリース。アルバムでは、アコースティックドラムとエレクトロニカを混ぜている。マクドナーは、MjDawnとして、また、周囲/エレクトロニカアーティストバー・ジュニとバンド「MiKroNaught」で活動している。
音楽業界の制作側では、彼はVirUnisと一緒にレーベル「AtmoWorks」の共同所有者である。